# Systancia
Systancia est un éditeur européen de produits de cybersécurité.

## Histoire
Lors de sa création en 1998, Systancia commercialise AppliDis Fusion (maintenant Systancia Workplace), produit de virtualisation d'applications et de postes de travail (VDI,).
En mars 2020, Systancia aide les entreprises françaises à surmonter la crise sanitaire du Covid-19 en proposant gratuitement sa prestation de télétravail,, et rejoint l’initiative OpenSolidarity d’OVHcloud.
En 2021, Systancia lance sa filiale Neomia, dédiée à l’Intelligence artificielle, avec un premier produit, Neomia Pulse, une plateforme d’authentification biométrique comportementale basée sur l’IA,.
En 2023, Systancia annonce le lancement de cyberlements.io, une plateforme SaaS Zero Trust qui regroupe l'ensemble de ses technologies de PAM, ZTNA et IAM.